# Bejt Hilel
Bejt Hilel někdy též Bejt Hillel (hebrejsky בֵּית הִלֵּל, anglicky Beit Hillel, v oficiálním seznamu sídel Bet Hillel) je vesnice typu mošav v Izraeli, v Severním distriktu, v Oblastní radě Mevo'ot ha-Chermon.

## Geografie
Leží v nadmořské výšce 85 metrů v nejsevernějším výběžku Horní Galileji v Chulském údolí při horním toku řeky Jordán.
Vesnice se nachází cca 3 kilometry východně od města Kirjat Šmona, cca 147 kilometrů severovýchodně od centra Tel Avivu a cca 72 kilometrů severovýchodně od centra Haify. Bejt Hilel obývají Židé, přičemž osídlení v tomto regionu je zcela židovské.
Bejt Hilel je na dopravní síť napojen pomocí lokální silnice číslo 9888, která severně od vesnice ústí do dálnice číslo 99, jež vede na Golanské výšiny.

## Dějiny
Bejt Hilel byl založen v roce 1940. K založení došlo 3. ledna 1940. Vesnice vznikla jako součást bloku židovských osad, takzvaných Usiškinových pevností - Mecudot Usiškin (מצודות אוסישקין), které Židovská agentura v této době zřizovala v Horní Galileji kvůli posílení židovských vojenských a demografických pozic v tomto regionu.
Východně od nynějšího mošavu, při řece Hasbani, se do roku 1948 rozkládala arabská vesnice Lazzaza. V roce 1931 měla 176 obyvatel a 39 domů. Roku 1945 v ní žilo 160 lidí. Během války za nezávislost v květnu 1948 byla vesnice dobyta izraelskými silami. Její obyvatelé uprchli. Zástavba arabské vesnice Lazzaza byla zbořena a na jejím místě jsou nyní zemědělské pozemky.
Během války za nezávislost v roce 1948 byla kvůli bojům dočasně vesnice Bejt Hilel opuštěna. V té době měl mošav 98 obyvatel a rozkládal se na ploše 1085 dunamů (1,085 kilometru čtverečního).
Znovu se sem trvalé osídlení vrátilo roku 1950. Novými obyvateli Bejt Hilel byli Židé z Evropy, kteří přežili holokaust. Ani tato skupina se tu ale trvale neuchytila. V jednu dobu přebývala v mošavu pouze jedna rodina. Teprve pak došlo k přílivu nových osadníků a populace se stabilizovala.
V Bejt Hilel jsou k dispozici zařízení předškolní péče. Základní škola je v nedalekém Kfar Gil'adi. Střední školství v Kfar Blum. Bejt Hilel disponuje synagogou, zdravotním střediskem a obchodem se smíšeným zbožím. Ekonomika obce je založena na zemědělství a turistice.

## Demografie
Obyvatelstvo mošavu Bejt Hilel je sekulární. Podle údajů z roku 2014 tvořili naprostou většinu obyvatel v mošavu Bejt Hilel Židé (včetně statistické kategorie "ostatní", která zahrnuje nearabské obyvatele židovského původu ale bez formální příslušnosti k židovskému náboženství).
Jde o menší sídlo vesnického typu s dlouhodobě rostoucí populací. K 31. prosinci 2014 zde žilo 749 lidí. Během roku 2014 populace stoupla o 1,5 %.
| Rok            | 1948 | 1949 | 1961 | 1972 | 1983 | 1995 | 2001 | 2003 | 2004 | 2005 | 2006 | 2007 | 2008 | 2009 | 2010 | 2011 | 2012 | 2013 | 2014 |
| -------------- | ---- | ---- | ---- | ---- | ---- | ---- | ---- | ---- | ---- | ---- | ---- | ---- | ---- | ---- | ---- | ---- | ---- | ---- | ---- |
| Počet obyvatel | 82   | 98   | 221  | 177  | 244  | 438  | 549  | 556  | 577  | 590  | 600  | 615  | 640  | 662  | 668  | 731  | 743  | 738  | 749  |